# Station Saint-Gildas-des-Bois
Station Saint-Gildas-des-Bois is een spoorwegstation in de Franse gemeente Saint-Gildas-des-Bois.